# Саннефьорд
Саннефьорд (норв. Sandefjord) — коммуна в губернии Вестфолл в Норвегии. Административный центр коммуны — город Саннефьорд. Официальный язык коммуны — букмол. Население коммуны на 2007 год составляло 42 333 чел. Площадь коммуны Саннефьорд — 121,28 км², код-идентификатор — 0706.

## История населения коммуны
Население коммуны за последние 60 лет.

Статистика коммуны Саннефьорд

## Персоналии
- Даг Солстад (р. 1941) — норвежский прозаик, драматург, мастер короткого рассказа, один из самых известных писателей Норвегии.
- Эспен Сандберг (р. 1971) — режиссёр.
- Apetor (Тор Экхофф) (1964—2021) — ютюбер.